# ابزار Process Monitor
ابزار Process Monitor یک ابزار رایگان از Sysinternals، بخشی از سایت Microsoft TechNet است. این ابزار به صورت بلادرنگ (realtime) همه فعالیت‌های سیستم‌فایل در مایکروسافت ویندوز را پایش می‌نماید. این ابزار از اذغام دو ابزار FileMon و RegMon ایجاد شده است و در مدیریت سیستم، جرم‌یابی کامپیوتری، و اشکال‌زدایی نرم‌افزار کاربرد دارد. 
Process Monitor همه اعمال صورت گرفته روی رجیستری ویندوز را پایش و ثبت می‌نماید. این ابزار می‌تواند جهت شناسایی تلاش‌های ناموفق برای خواندن و نوشتن از رجیستری استفاده شود. همچنین می‌توان روی کلیدهای خاص رجیستری، فرایندها، شناسه فرایندها و مقادیر روی آن فیلتر گذاری کرد تا فقط اعمال مد نظر کاربر نشان داده شوند. به علاوه می‌توان از آن برای نشان‌دادن نحوه استفاده برنامه‌ها از فایل‌ها و DLLها شناسایی خطاهای مهم در سیستم فایل و غیره استفاده کرد.